# Gruppo cosmonauti Roscosmos 19
Il Gruppo cosmonauti Roscosmos 19 è stato selezionato il 27 maggio 2024 ed è formato da quattro candidati cosmonauti. Per la selezione sono stare ricevute 296 candidature, 80 dei quali appartenevano a donne. Inoltre, 72 candidature sono state inviate da personale militare e 51 da specialisti dell'industria missilistica e spaziale russa. I quattro membri del gruppo inizieranno l'addestramento generale dello spazio di due anni poco dopo. 

## Lista dei cosmonauti
- Ėl'čin Vаchidov
- Vladimir Vorožkо
- Aleksandr Žеrеbcov
- Anastasija Burčuladze